# Scleria guineensis
Scleria guineensis är en halvgräsart som beskrevs av Jean Raynal. Scleria guineensis ingår i släktet Scleria och familjen halvgräs.
Artens utbredningsområde är Guinea. Inga underarter finns listade i Catalogue of Life.